# Šetonje
Šetonje (cyr. Шетоње) – wieś w Serbii, w okręgu braniczewskim, w gminie Petrovac na Mlavi. W 2011 roku liczyła 1405 mieszkańców.